# Sensodyne
Sensodyne è una marca di prodotti per l'igiene orale, che vanno dai dentifrici agli spazzolini da denti, destinati a coloro che soffrono di eccessiva sensibilità dentale al caldo ed al freddo. Il marchio è parte del gruppo GlaxoSmithKline che l'ha rilevato nel 2001 quando ha acquistato l'azienda farmaceutica Block Drug che lo produce.
La radice di un dente, oppure la dentina, è costituita da microscopici "tubuli". In alcune persone, la radice rimane scoperta a causa della recessione gengivale o gengivite. Poiché i tubuli sono porosi, le sensazioni di caldo e freddo, derivate da cibi o bevande, possono raggiungere facilmente le terminazioni nervose, provocando sensazioni di fastidio o di dolore. Secondo quanto affermato dalla Sensodyne, il funzionamento del dentifricio sta nel permettere agli ioni di potassio e fluoruro, presenti nella pasta dentifricia, di penetrare nei tubuli dentinali e depolarizzare il nervo, bloccando la trasmissione del dolore.